# Rogaland
Rogaland (em norueguês:  Rogaland; PRONÚNCIA) ou Rogalândia (em latim: Rogalandia) é um dos 15 condados da Noruega. 

Tem a 4ª maior população e a 2ª menor área, entre os condados do país. A sua sede administrativa está na cidade de Stavanger.

Está situado no sudoeste do país, no litoral do mar do Norte.
É limitado a norte pelo condado de Vestland, a leste pelos condados de Telemark e Agder, e a sul e oeste pelo Mar do Norte.
Tem uma área de 8 576 km² e 505 700 habitantes (2025).

## Etimologia
O nome geográfico Rogaland é composto por dois elementos: Roga  (genitivo de rygir, possivelmente o nome de um povo da região) e land (terra, território).

## Comunas
O condado de Rogaland abrange 23 comunas desde a Reforma Regional da Noruega em 2020.

- Bjerkreim
- Bokn
- Eigersund
- Gjesdal
- Haugesund
- Hjelmeland
- Hå
- Karmøy
- Klepp
- Kvitsøy
- Lund (Noruega)
- Randaberg
- Sandnes
- Sauda
- Sokndal
- Sola (Noruega)
- Stavanger
- Strand (Noruega)
- Suldal
- Time (Noruega)
- Tysvær
- Utsira
- Vindafjord

Condado de Rogaland
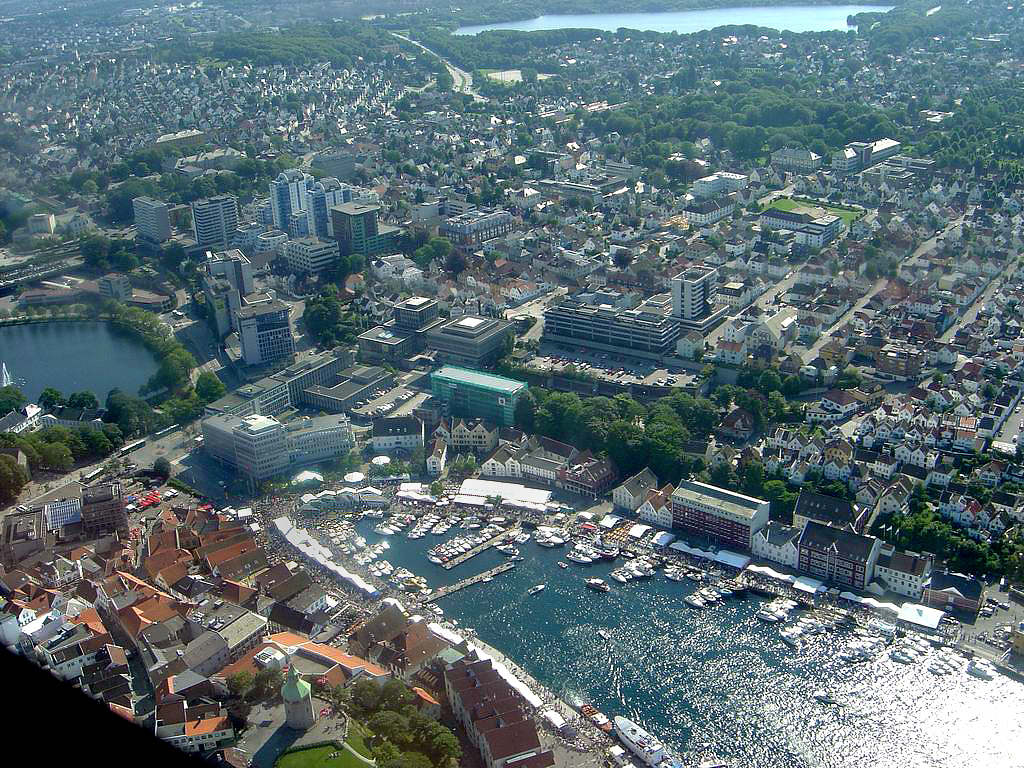
Stavanger, a maior cidade do condado
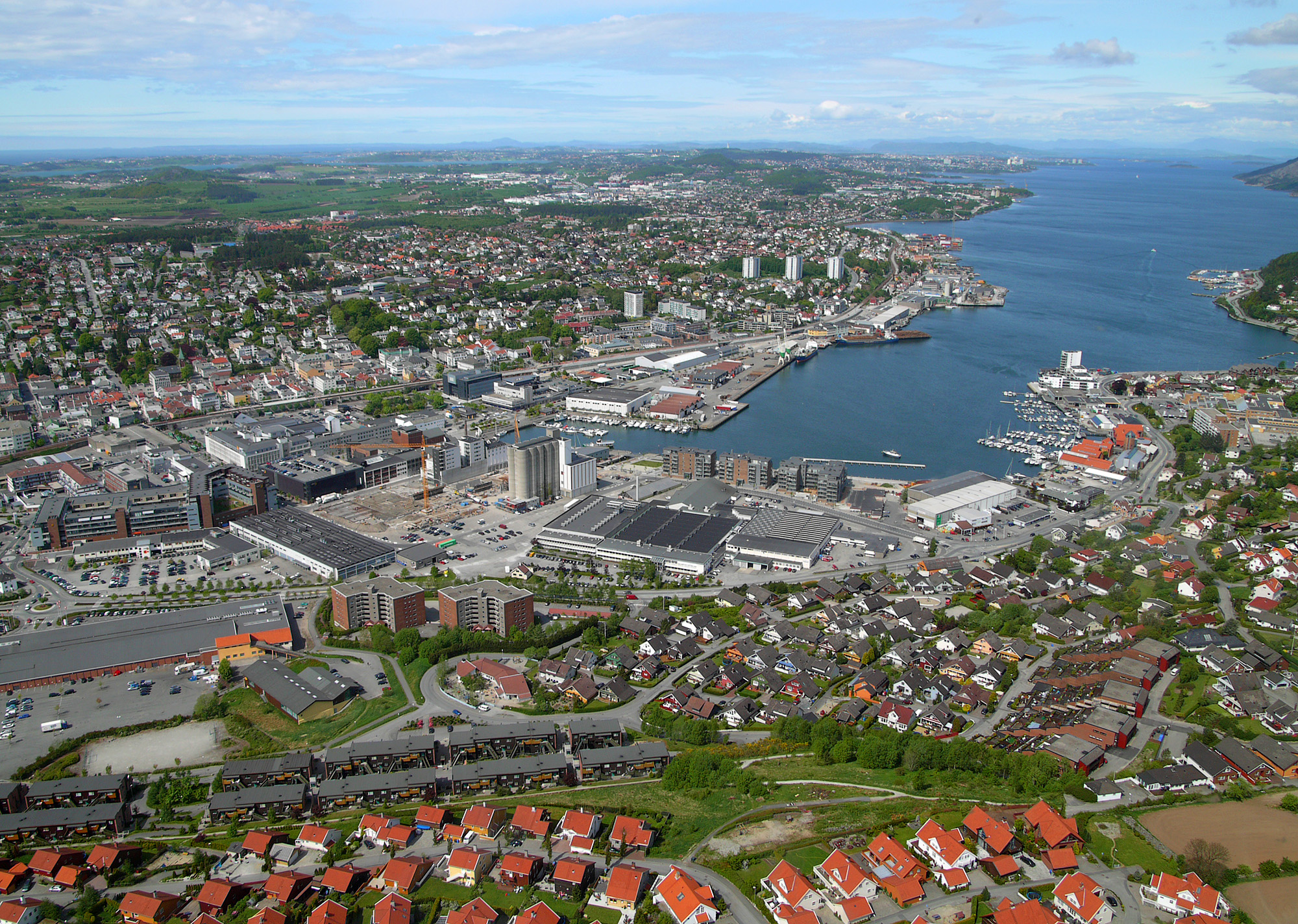
Sandnes, a segunda maior cidade
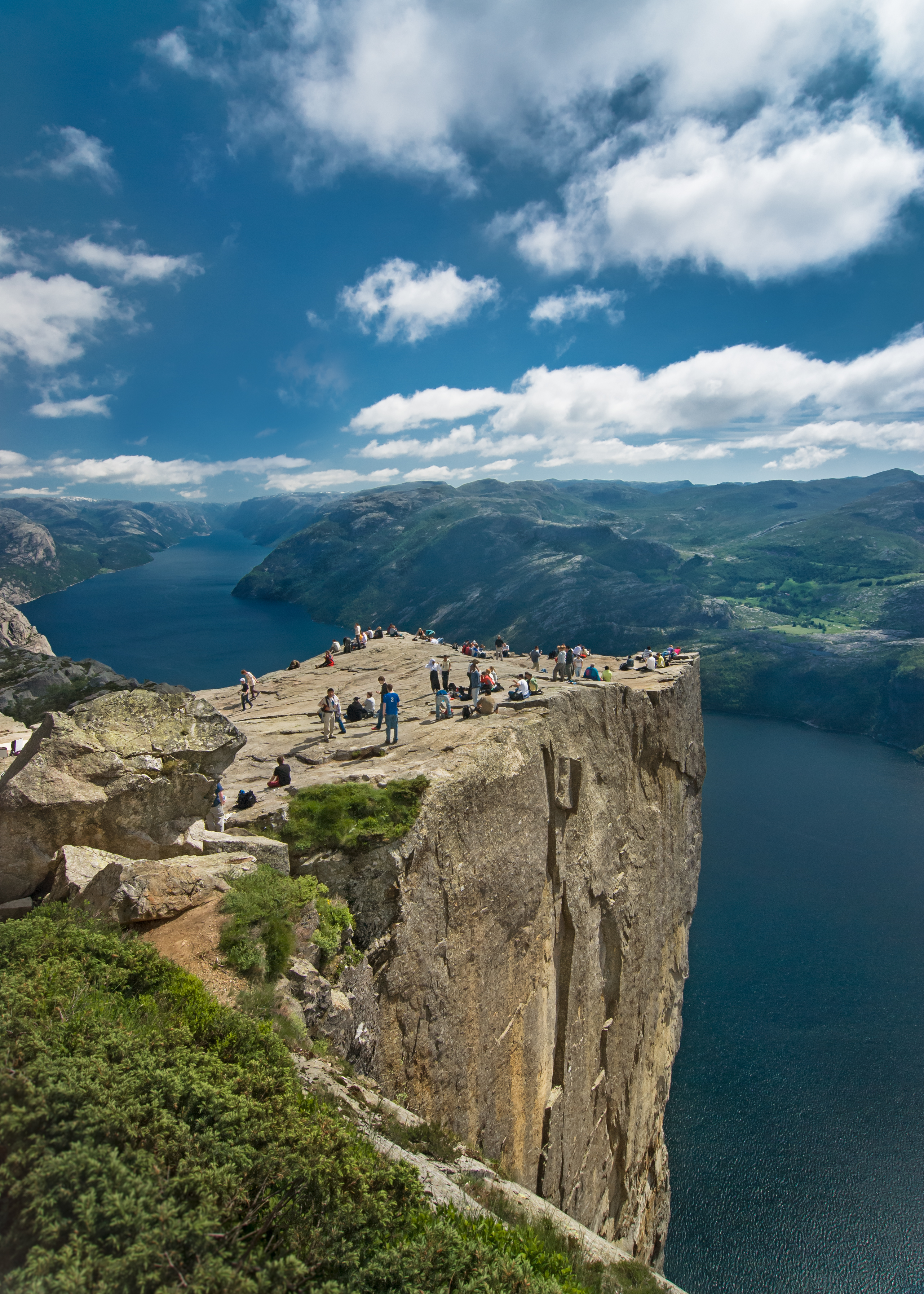
Vista da falésia de Preikestolen e do Fiorde de Lyse
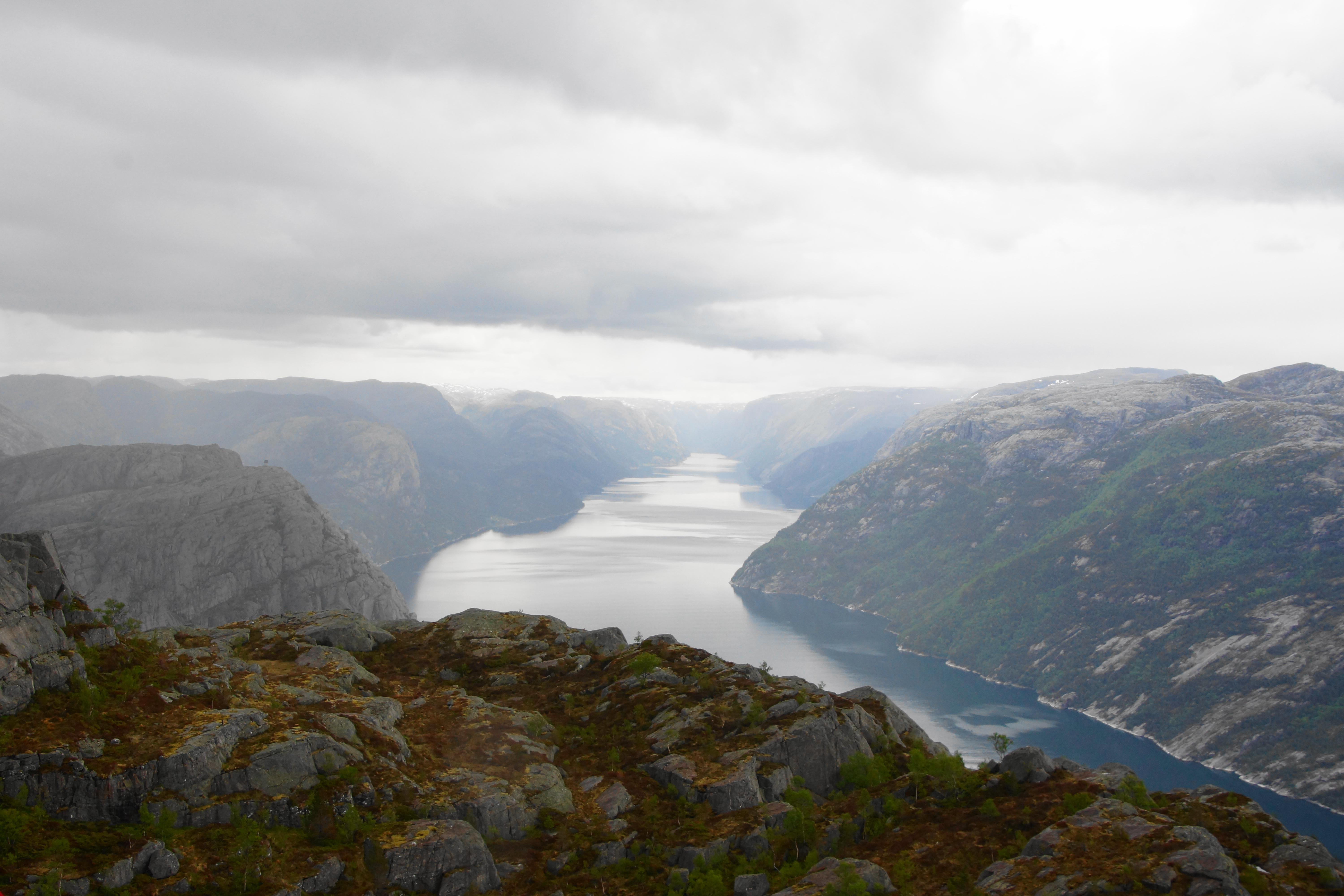
Paisagem de Rogaland